# Vittacoccus interruptus
Vittacoccus interruptus är en insektsart som beskrevs av Danzig 1975. Vittacoccus interruptus ingår i släktet Vittacoccus och familjen skålsköldlöss. Inga underarter finns listade i Catalogue of Life.